# Шелеби, Николай Иванович
Никола́й Ива́нович Шелеби (чув. Николай Шелепи) (урожд. Полоруссов) (2 (14) мая 1881 года — 12 января 1945 года) — чувашский поэт, прозаик и переводчик, первый Народный поэт Чувашской АССР (1936).

## Биография

### Происхождение
Николай Полоруссов родился 2 (14) мая 1881 года в селе Новое Узеево (чув. Çĕнĕ ӳсел) Чистопольского уезда. Прадед и прабабушка поэта имели чувашские языческие имена — Ялак и Шелепи. Они были известны тем, что знали и сохраняли старинные чувашские песни и сказания, и именно в честь своей прародительницы Николай Полоруссов позже возьмёт свой псевдоним — Шелепи. Отец будущего поэта, восприняв христианские традиции, первым в селе перестал отмечать языческий праздник пятницы, из-за чего его прозвали «полуруссом».
В 1891—1895 годах Шелеби учился в начальной земской школе села Старое Мокшино. Дальше продолжить образование у семьи не хватило средств и последующие десять лет Шелеби прожил в родном селе занимаясь крестьянским трудом. По просьбе тюрколога Николая Ашмарина занимался сбором фольклора в Чистопольском уезде. В освоении поэтического дара поэту помогал сельский учитель Александр Кузьмин — брат известного чувашского художника Н. Сверчкова. Именно через него Николай Полоруссов знакомился с работами других чувашских поэтов и писателей, печатавшихся в  газете «Хыпар», а такое с творчеством А. Н. Островского, А. В. Кольцова, Н. А. Некрасова, М. Горького.
В 1906 году создаёт сатирическую песню революционного характера «Россия».
В 1907 году, опасаясь преследований полиции, Шелеби бежал в Сибирь. Работал на строительстве железной дороги Красноярск-Ачинск, трудился на золотых приисках, в 1910 году получил земельный надел в деревне Кедровка, где стал крестьянствовать. Ввиду того, что не было чувашской газеты для издания стихов (газета «Хыпар» была закрыта после первой революции), Шелеби начинает писать на татарском языке.
В 1916 году Шелеби был призван в армию, но вскоре был комиссован из-за болезни. До самой революции ведал письменными делами в волостной конторе.
После Октябрьской революции активно участвовал в общественной жизни села, уезда - был членом комитета бедноты, секретарем сельского Совете, работал в культурно-просветительных учреждениях. В 1922 году переехал в Чебоксары.
В 1931 году Шелеби ослеп.
Писатель умер 12 января 1945 года. Похоронен на мемориальном кладбище города Чебоксары.

### Литературная деятельность

Дом, в котором жил Н. И. Полоруссов-Шелеби

Литературным делом занялся в 1905—1907 гг. Первое своё аллегорическое стихотворение «Çĕлен» (Змея) напечатал в 1907 году в газете «Хыпар» для отвода глаз цензора под наименованием «Тав» (Благодарю). В работе, в которой, наряду с фольклорными мотивами, чувствуется некоторое влияние поэмы «Песня о буревестнике» М. Горького, поэт клеймит царские порядки, призывает трудовой люд разрушить мир насилия. В 1912—1914 гг. сочиняет поэму «Ваçанка» (Васянка) — одно из лучших произведений в жанре сатиры в дореволюционной чувашской литературе, «Çарăмсанпа Хăнтăрçа», стихотворения «Константинополь хулине туни çинчен чăваш ваттисем калани» (Сказание чувашских старцев о строительстве города Константинополя), «Пӳлерти Валӗм хуçа çинчен», посвящённый предкам чувашей в Булгарском государстве.
С 1926 г. Н. Шелеби полностью отдаётся литературной работе: пишет сатирические стихотворения, цикл стихов на военные темы, произведения для детей, переводит сочинения татарских писателей на чувашский язык.
Основные книги писателя: «Автономи юрри» (Песня автономии), «Ача-пăча сăввисем» (Стихи для детей), «Суйласа илнисем» (Избранные), «Сăвăсем, легендăсем» (Стихи, легенды), «Сăвăсемпе юрăсем» (Стихи и песни), «Çырнисен пуххи» (Сборник работ), «Чувашская песня», «Эссебе», «Пирĕн юрă» (Наша песня), «Кушакпа автан» (Кошка и петушок) и др.

## Награды
- орден «Знак Почёта» (31.01.1939)[9]
- народный поэт Чувашской АССР (1936)